# Сестринство (филм)
Сестринство (енгл. Sorority Row) амерички је слешер хорор филм из 2009. године, редитеља Стјуарта Хендлера, са Бријаном Евиган, Лијом Пајпс, Румер Вилис и Кери Фишер у главним улогама. Представља лабави римејк филма Кућа сестринства (1982) редитеља Марка Росмана. Радња прати групу девојака из куће сестринства које прогони маскирани серијски убица.
Филм је сниман на неколико локација у Пенсилванији, углавном у Манхолу и Крафтону. Снимање је завршено 26. марта 2009, а премијера је била 11. септембра исте године. Филм је добио негативне оцене критичара и нешто позитивније оцене публике. Разлика је поготово уочљива на сајту Метакритик, где су му критичари дали 24%, а публика 85%.
Зарадио је преко 27 милиона долара са двоструко мањим буџетом.

## Радња
Меган Блер тражи помоћ од својих другарица из исте куће сестринства, како би се нашалила са својим дечком Гаретом. Шала креће по злу и Гарет случајно убија Меган. Сестре бацају њен леш у оближње рударско окно и заклињу се са Гаретом да никоме неће рећи о несрећи. Осам месеци касније, на прослави њиховог дипломирања, девојке почиње да прогања маскирани серијски убица.

## Улоге
| Глумац         | Улога                |
| -------------- | -------------------- |
| Бријана Евиган | Кесиди Тапан         |
| Лија Пајпс     | Џесика Пирсон        |
| Румер Вилис    | Ели Морис            |
| Џејми Чунг     | Клер Вен             |
| Марго Харшман  | Шарлин „Чагс” Бредли |
| Џулијан Морис  | Енди Ричардс         |
| Одрина Патриџ  | Меган Блер           |
| Кери Фишер     | госпођа Креншо       |
| Мет О'Лири     | Гарет Бредли         |
| Мет Лантер     | Кајлс Тајсон         |
| Макс Хенард    | Мики Доналдсон       |
| Рик Еплгејт    | сенатор Тајсон       |
| Кен Болден     | доктор Розенберг     |
| Никол Мур      | Џоана                |